# Strach zżerać duszę
Strach zżerać duszę (niem. Angst essen Seele auf) – zachodnioniemiecki melodramat filmowy z 1974 roku, w reżyserii i według scenariusza Rainera Wernera Fassbindera. 
Film zdobył nagrodę Międzynarodowej Federacji Krytyków Filmowych (FIPRESCI) dla najlepszego filmu konkursowego oraz Nagrodę Jury Ekumenicznego na 27. MFF w Cannes. Jest uznawany za jedno z najważniejszych dzieł Fassbindera i przez wielu okrzyknięty arcydziełem.
Fabuła filmu obraca się wokół romansu między Emmi, Niemką w podeszłym wieku, a Alim, marokańskim imigrantem mieszkającym w powojennych Niemczech.

## Obsada
- Brigitte Mira – Emmi Kurowski
- El Hedi ben Salem – Ali
- Barbara Valentin – Barbara
- Irm Hermann – Krista
- Rainer Werner Fassbinder – Eugen
- Karl Scheydt – Albert Kurowski
- Marquard Bohm – Gruber
- Walter Sedlmayr – Angermayer
- Doris Mattes – Pani Angermeyer (jako Doris Mathes)
- Lilo Pempeit – Pani Münchmeyer
- Gusti Kreissl – Paula
- Margit Symo – Jadwiga
- Elisabeth Bertram – Frieda
- Helga Ballhaus – Yolanda
- Elma Karłowa – Pani Kargus
- Anita Bucher – Pani Ellis
- Katharina Herberg – Kobieta w barze

## Nagrody
| Nagrody                   | Rok/Data ceremonii | Kategoria                         | Odbiorca(y)              | Źródło |
| ------------------------- | ------------------ | --------------------------------- | ------------------------ | ------ |
| MFF w Cannes              | 1974               | Nagroda FIPRESCI                  | Rainer Werner Fassbinder | [ 4 ]  |
| MFF w Cannes              | 1974               | Nagroda Jury Ekumenicznego        | Rainer Werner Fassbinder | [ 5 ]  |
| MFF w Chicago             | 1974               | Srebrny Hugo                      | Rainer Werner Fassbinder | [ 6 ]  |
| Niemiecka Nagroda Filmowa | 1974               | Najlepsza aktorka pierwszoplanowa | Brigitte Mira            | [ 7 ]  |